# Кролик айдахоський
Кролик айдахоський (Sylvilagus idahoensis) — вид зайцеподібних ссавців родини зайцеві (Leporidae).

## Поширення
Це карликовий кролик, завдовжки 28,8 см, який зустрічається на Колумбійському плато і районі Великого басейну на заході США. Він зустрічається в штатах Айдахо (південні райони), Орегон (схід), Каліфорнія (північний схід), Невада, відзначені заходи в штат Вайомінг. Повсюдно кролики живуть у заростях чагарників.

## Спосіб життя
Карликовий кролик риє власні нори, чужих нір не займає. Це дуже потайливі звірята, які стають активні тільки вночі. При тривозі вони видають пронизливий крик, сповіщаючи про небезпеку сусідів, які не можуть бачити їх крізь густий чагарник. Самці більш вокальні, ніж самки. Як правило, кролики пересуваються в межах своєї ділянки, не віддаляючись від нори далі, ніж у радіусі 30 м.

## Живлення
Вони живляться здебільшого зеленими частинами і гілками місцевих чагарників Artemisia tridentata, а в зимові місяці повністю переходять на цей чагарник. На відміну від інших зайцеподібних, ці кролики не роблять запасів корму.

## Розмноження
Ці карликові кролики розмножуються з лютого по травень. У грудні репродуктивні органи у самців збільшуються в розмірах, а до червня вони приймають колишні розміри. Вагітність у кроликів айдахоських триває 26-30 днів. Самка споруджує маленьке гніздо зі свого пуху. У виводку до 6 кроленят, на рік самиця народжує один раз.